# 棕精灵
棕精灵（或譯為布朗尼；英语：Brownie；低地苏格兰语：urisk；苏格兰盖尔语：brùnaidh、ùruisg或gruagach）是一种流傳於蘇格蘭與英格蘭北部的传说中的住在人類家裡的精靈。由於棕精靈的傳說普遍流行於英格蘭的北部，使其亦與捉弄人的小妖精合二為一。它相當於斯堪的纳维亚传说的托美特、斯拉夫的多莫佛伊以及日耳曼的汉佐曼杉。

## 傳說
在民間故事中，棕精靈酷似淘氣的小妖精，並且與大地精長相相似。托馬斯·凱特利，一位熱衷創作民間與傳說故事的愛爾蘭作家曾這麼描述棕精靈：「一個身材矮小的人物、有著皺皺的皮膚與簡短的棕色捲頭髮，並穿戴著棕色的披風與兜帽。」
據說棕精靈是棲息在人類家裡並且時常會幫助家務，如果住在家裡會被幫忙做各種家事，住在農莊裡會做各種農務，曾有傳說指有户人家的棕精靈很疼愛這戶人家的女兒，曾在暴風雨中騎馬去接產婆，因為女兒難產；住農莊的棕精靈會騎馬出去遊玩，如果發現馬顯得疲倦，鬃毛被編了辮子就是被騎出去找樂子的緣故。
然而他們並不喜歡被人類發現，而且只在晚上才工作，以此換取來自人類的贈禮：小部分的食物，但如同絲爾基，他們也會做些無傷大雅的惡作劇，或是故意把整理好的房間弄亂。
在所有食物中他們最喜歡的是粥、蜂蜜、奶油以及鮮奶油。當這些贈禮被稱為工資或是他們被家裡的人類濫用時，他們通常會離開這種房子。棕精靈大多住在家裡中沒有人使用地方，例如：閣樓或是牆與牆中間的洞穴中，另外，棕精靈有時會搬家，如果發現到水桶裡有垃圾，這就表示棕精靈在觀察這戶人家是否可以入住，若是主婦沒有馬上掃掉，棕精靈就會入住，反之棕精靈就會尋找下一戶人家。
不過棕精靈也有著妖精不能接觸聖水、聽人唱聖歌等禁忌，以及嚴禁為了看棕精靈的真面目而灑灰或豆子，有過棕精靈踩到豆子滑倒，受到驚嚇而現出原型，一氣之下就絞殺灑豆子的人，據說棕精靈若是太常被這樣對待，就會變成哥布林，移居到森林裡，並會做盡各種壞事；另外，也不能因為棕精靈沒有穿衣服或是穿得破破爛爛的而給新衣服，棕精靈會哇哇大哭的跑走，但也有開心地接受新衣服後消失的棕精靈。
每間莊園中的大房子中都擁有一隻棕精靈，並且在廚房靠近火爐的地方有個位置是專門留給棕精靈的。直到二十世紀時，仍有人相信有一間在泰河附近的屋子中住著一隻棕精靈，而其中一間房間更是被稱為棕精靈的房間，這間房間被棕精靈以染色的麥稈精心裝飾。
一般來說棕精靈很少與人類談話，但常和其他棕精靈溝通。而且他們也會舉辦集會，通常不是在家裡而是在石崖上。在蘇格蘭高地的一些區域中甚至有棕精靈瀑布等一些與棕精靈相關的命名，以此來證明他們曾經在這邊集會。

## 大眾文化
- 神魔之塔的召喚獸「掃除小精靈 · 布朗尼」。
- 地板下的小矮人
- 借物少女艾莉緹